# Tullytown
Tullytown est un borough situé au sud-est du comté de Bucks, en Pennsylvanie, aux États-Unis,. En 2010, il comptait une population de 1 872 habitants. Il est incorporé en 1891.

## Démographie
Lors du recensement de 2010, le borough comptait une population de 1 872 habitants. Elle est estimée, le 1er juillet 2019, à 1 941 habitants.

### Source de la traduction
- (en) Cet article est partiellement ou en totalité issu de l’article de Wikipédia en anglais intitulé « Tullytown, Pennsylvania » (voir la liste des auteurs).